# Mechatronik Arena
A Mechatronik Arena é um estádio de futebol, pertencente à cidade de Aspach, na Alemanha, tem capacidade para 10.000 lugares e o mandante dos jogos é o SG Großaspach Sonnenhof.